# Juan Pablo Di Pace
Juan Pablo Di Pace, est un acteur et chanteur argentin, né le 25 juillet 1979 à Buenos Aires. Il a commencé sa carrière au Royaume-Uni, se produisant dans plusieurs comédies musicales et apparaissant dans des films comme Survie : Les Naufragés (2005) et Mamma Mia! (2008). Il déménage en Espagne, jouant dans plusieurs séries télévisées de 2009 à 2013. En 2014, Di Pace a commencé à jouer le rôle de Nicolas Treviño dans la série Dallas. De 2016 à 2020, il joue le rôle de Fernando, dans la sitcom américaine La Fête à la maison : 20 ans après.

## Biographie
Di Pace est né à Buenos Aires, en Argentine, et a déménagé en Espagne à l'âge de douze ans. Il a vécu à Londres pendant dix ans. Il parle couramment espagnol, italien et anglais. À dix-sept ans, il a reçu une bourse pour fréquenter le United World College of the Adriatic à Duino, en Italie, puis a étudié le théâtre au London Studio Centre.

### Carrière
Avant de rejoindre le grand écran, Di Pace est apparu dans la comédie musicale londonienne Chicago. Il a également joué le rôle de Danny Zuko dans la production de Grease en Italie. Pendant deux ans, il a été Tony Manero dans la production espagnole 2009-2010 de Saturday Night Fever à Madrid, produit par Stage Entertainment. En 2011-12, il a joué dans la production espagnole originale de Más de cien mentiras produite par Drive Entertainment.
Il fait plusieurs apparitions à la télévision britannique, comme The Catherine Tate Show, le film Aftersun, la série New Tricks et le soap River City, qu'il a rejoint en 2005 en jouant le personnage de Luca Rossi. Ses débuts à l'écran étaient dans le film de 2005 Survie : Les Naufragés et dans Mamma Mia! en 2008.
Après son déménagement en Espagne, il joue des rôles réguliers dans des séries télévisées telles que Supercharly, Angel o Demonio, Los hombres de Paco, 90-60-90 et El Don de Alba. En 2011 , il joue dans la dernière saison de Física o Química. Di Pace a également joué dans le clip vidéo de Call On Me d'Eric Prydz (2004).
En 2013, Di Pace est choisi pour jouer le rôle de l'homme d'affaires milliardaire Nicolas Treviño pour la saison 3 de la série dramatique Dallas,,. Depuis 2016, il obtient le rôle de Fernando, dans La Fête à la maison : 20 ans après, diffusée sur Netflix. À partir de la deuxième saison, il est promu au casting principal.
En 2018, il participe à la 27e saison de Dancing with the Stars avec pour partenaire, Cheryl Burke. Ils sont éliminés en demi-finale.

### Vie privée
Juan Pablo Di Pace est ouvertement homosexuel.

## Filmographie
- 2005 : Flics toujours (série télévisée)
- 2005 : Survie : Les Naufragés : Manuel
- 2008 : Mamma Mia ! : Petros
- 2009 : Los hombres de Paco (série télévisée)
- 2009 : Tutti intorno a Linda
- 2010 : Supercharly
- 2011 : Ange ou Démon (série télévisée)
- 2011 : Physique ou Chimie (série télévisée)
- 2013 : Camp (série télévisée)
- 2014 : Dallas (série télévisée)
- 2014 : Noches con Platanito
- 2015 : A.D. The Bible Continues (série télévisée)
- 2015 : Fuera de foco : Marcos
- 2016 : After the Reality : Dunkin
- 2016-2020 : La Fête à la maison : 20 ans après (série télévisée) : Fernando
- 2016 : Rosewood (série télévisée) : Antonio Espada
- 2017 : Angie Tribeca (série télévisée) : Ricardo Vasquez
- 2020 : Dashing in December : Heath Ramos
- 2023 : À l'Horizon (The Mattachine Family) : Oscar
- 2024 : Ruby à tout prix (téléfilm) : TJ

## Clip vidéos
- 2004 : Call on Me - Eric Prydz